# Lisa Gets the Blues
"Lisa Gets the Blues" é o décimo sétimo episódio da vigésima nona temporada da série animada Os Simpsons, e o 635.º no total. Foi ao ar nos Estados Unidos pela FOX em 22 de abril de 2018. O episódio foi dedicado em memória de R. Lee Ermey (que estrelou duas vezes no programa como Coronel Leslie "Hap" Hapablap) que faleceu em 15 de abril de 2018.

## Enredo
Quando Lisa é expulsa da classe por Dewey Largo, ela vai para a rua, onde Sideshow Mel e Lindsey Naegle estão assistindo, curtindo sua música, mas, depois que Ralph sai com uma tuba presa em sua cabeça, Largo diz a Lisa que deveria desistir. Tocando seu saxofone, fazendo-a chorar e tentando fazê-la desistir de seu sonho. No playground da escola, Bart faz uma brincadeira com Jimbo, mas é pego por Kearney e Dolph, então eles o vestem como a órfã Annie e eles o fazem cantar na cafeteria, enquanto as crianças começam a jogar comida nele.
Em casa, Marge tenta fazê-la mudar de ideia, mas ela não pode tocar na frente de Homer, Vovô e Maggie. No computador, ela descobre que ela tem o distúrbio de Yips. A mãe da Marge, Eunice Bouvier, convida-os para a Flórida para seu 100.º aniversário, então eles embarcam no avião para Gainesville, mas quando Homer causa tumulto no avião, o piloto muda de destino para Nova Orleans, deixando Eunice sozinha para seu aniversário.
Ao chegar eles se separaram, Marge com Bart e Maggie e Homer com Lisa. Homer tenta animá-la, mas falha e eles andam pela cidade, com Homer comendo coisas em toda parte, enchendo-se. Marge leva Bart a uma loja de vodu, Madame Midnight House Of Voodoo, onde ele compra vodu dos valentões, enquanto Marge reza por uma viagem normal para a família sem seus demônios.
Para ajudar Lisa a encontrar sua confiança novamente no jazz, a estátua de Louis Armstrong ganha vida e lhe dá conselhos, inclusive acompanhando o que seu pai diz.
Enquanto Bart começa a usar o vodu sobre os valentões, Homer a leva ao The Spotted Cat Music Club, e é convidada para o palco pelo sobrinho de Bleeding Gums Murphy, que a conhece graças a uma foto de seu tio e de ela brincando na ponte. O sobrinho diz que Murphy disse que ela era a jovem música mais promissora que ele já conheceu, e isso lhe dá incentivo para brincar e tirá-la do distúrbio de Yips. Em casa, Lisa está de volta e tocando novamente, e é visitada pelo fantasma de Louis Armstrong também. No final, Homer, Lisa e Bart comem o beignet no Café Du Monde.

## Recepção
Dennis Perkins do The A.V. Club deu a este episódio um C +, afirmando: "Está afetando momentaneamente, especialmente com Smith dando voz à dor de Lisa, mas 'Lisa Gets The Blues' rapidamente dispersa qualquer intenção de recapturar a velha ressonância tragicômica de Lisa Simpson sobre uma sucessão de piadas autorreferenciais."
"Lisa Gets the Blues" marcou uma quota de 4 e foi assistido por 2,19 milhões de pessoas, tornando-se o programa mais assistido da noite da Fox.